# Fernando Lopes (Schwimmer)
Fernando Lopes (* 21. November 1964; † 11. Oktober 2020 in Luanda) war ein angolanischer Schwimmer.

## Biografie
Fernando Lopes nahm im Alter von 15 Jahren an den Olympischen Sommerspielen 1980 in Moskau teil. Er war Fahnenträger der angolanischen Mannschaft bei der Eröffnungsfeier und war Startschwimmer in der Staffel Angolas über 4 × 100 m Lagen. Die Staffel schied jedoch im Vorlauf chancenlos aus.
Nach den Spielen schlug Lopes eine Pilotenlaufbahn in der Luftfahrt ein, blieb dem Schwimmsport jedoch als Mitglied des Schiedsrates im angolanischen Schwimmverband (Federação Angolana de Natação) und als Kontaktperson zum Olympischen Komitee Angolas verbunden.
Lopes starb überraschend am 11. Oktober 2020 in Luanda.